# Ljekoviti neven
Ljekoviti neven (vrtni neven, kalendula, lat. Calendula officinalis), jednogodišnja ili rjeđe dvogodišnja zeljasta biljka iz porodice glavočika, visine od 30 do 50 cm, razgranate, uspravne i dlakave stabljike, dlakavih i duguljastih listova, glavice od tamnožute do narančaste boje.

## Karakteristike nevena
Zavisno od varijacije, cvjetna kruna može imati jedan do nekoliko redova latica.  Zavisno od regije, cvjeta od ranog proljeća do kasne jeseni. U primorskim i toplijim krajevima može cvjetati tokom cijele godine. Calendula officinalis je jednogodišnja biljka, naraste do 0,6 m, dok prosjek iznosi 0,5 m. 

## Upotreba
Primjena nevena u terapijske svrhe poznata je još od Starog Egipta, odakle se proširila u Europu.
Pored upotrebe u ljekovite svrhe, neven se može koristiti i za ishranu i kao prirodna boja u industriji hrane i kozmetici. Listovi se mogu jesti sviježi kao dodatak salatama. Bogati su vitaminima i mineralima i po sastavu slični maslačku. Svježe cvjetne latice isto mogu biti dodatak salatama. Osušene latice imaju snažniji i koncentriraniji okus i mogu se koristiti kao začin u juhama i kolačima. Latice sadrže značajne količine vitamina A i C. Koristi se za liječenje bolesti kože, a upotrebljava se i kao začin.

## Upotreba u medicini
Neven je priznat kao službena ljekovita biljka u nekoliko svjetskih farmakopeja.
Indikacije: Ciroza jetre, hepatitis, holecistitis, kongestija jetre, žutica, oligurija, čir želuca i dvanaesnika, skrofuloza, menstrualne tegobe u prelaznom periodu, kolpitis, proktitis i paraproktitis. Rak (materice i želuca).

## Upotreba u pučkoj medicini
Neven se češće koristi u pučkoj nego u modernoj medicini. Koristi se za čišćenje i ispiranje rana, čireva i opeklina. Primjenjuje se i kod problema želuca, crijeva i žučnog mjehura. Može se koristiti protiv zatvora stolice, žutice, za želučane i crijevne bolesti, a posebno kod čireva na želucu i crijevima. Nevenova krema se koristi za vanjsku upotrebu kod rana, čireva, osipa, otečenih žlijezda, guta i krasti. Nevenova mast s kozjim maslacem po narodnoj medicini liječi zloćudne čireve i otekla mjesta, zagnojene rane koje teško zarastaju. Oblozi od mlakog nevenovog čaja poboljšavaju vid. Prema literaturi ruske narodne medicine, čaj od cvijeta nevena koristi se kod krvarenja iz maternice i za bolesti jetre, slezene, problema u želucu, i rahitisa.

## Sastav sjemenki
Makroelementi(mg/g) kalij 15,80,kalcij 2,60,magnezij2,70,željezo 0,04.Mikroelementi(mkg/g)mangan 0,04,bakar 0,53,cink 0,39,krom 0,03,narij0,28,selen34,20,nikl 9,11,stroncij 0,02,olovo 0,04,jod 0,60,bor 55,20.

## Vanjske poveznice
- Neven za bolesti jetre
- PFAF database Calendula officinalis
- Čaj od nevena  Arhivirana inačica izvorne stranice od 2. travnja 2015. (Wayback Machine)

|  | Zajednički poslužitelj ima stranicu o temi Neven |
|  | Wikivrste imaju podatke o taksonu Nevenu         |